# کونیهیرو یاماشیتا
کونیهیرو یاماشیتا (انگلیسی: Kunihiro Yamashita؛ زادهٔ ۲۹ مهٔ ۱۹۸۶) بازیکن فوتبال اهل ژاپن است.
از باشگاه‌هایی که در آن بازی کرده‌است می‌توان به باشگاه فوتبال یانگون یونایتد و باشگاه فوتبال تامپینس روفرز اشاره کرد.